# Bitti
Bitti (Vitzi o Bitzi in sardo) è un comune italiano di 2 497 abitanti della provincia di Nuoro nella subregione storica della Barbagia.

## Geografia fisica

### Territorio
Bitti dista 38 km da Nuoro, in una valle circondata dai colli di Sant'Elia, di monte Bannitu e di Buon Cammino. Il suo territorio comunale confina con la provincia di Sassari.
L'abitato, disposto ad anfiteatro, si è sviluppato intorno a un nucleo storico al cui centro è la chiesa di San Giorgio, e conserva le tipiche costruzioni in pietra.

## Origini del nome
Il paese prende il nome dal sardo sa bitta (cerbiatta).
Secondo una leggenda, infatti, una cerbiatta venne uccisa da un cacciatore mentre si abbeverava in una fonte, l'attuale fontana de Su Cantaru all'interno del paese.
Il fatto viene richiamato anche da una poesia popolare di autore ignoto:
(Poesia popolare)
Secondo alcuni le origini del nome deriverebbero dal termine latino victi ("vinti").

Un ballu tunnu a tres pitzas degli inizi del '900 nel piazzale del santuario della Madonna del Miracolo

## Storia
Le origini del paese risalgono alla preistoria. Il primo nucleo urbano si costituisce però solo in epoca romana.
Viene citato nel 1170 circa con il nome di Bitthe. Durante il Medioevo Bitti fu capoluogo della curatoria della Barbagia di Bitti appartenente al giudicato di Gallura e poi, con la caduta del giudicato (1410) entrò a far parte del giudicato di Arborea. Alla sconfitta del giudicato ad opera degli aragonesi passò al marchesato di Oristano fino al (1478), quando, sconfitto il marchesato, entrò definitivamente a far parte dei domini aragonesi. Dal 1577 al 1588 ebbe come pievano il sassarese Antonio Canopolo, uno dei più illustri presuli sardi a cavallo tra '500 e '600 (che da arcivescovo garantì in perpetuo ai giovani di Bitti un posto di studio gratuito nel Seminario da lui fondato a Sassari). 
Nel 1617 fu incorporato nel marchesato di Orani, feudo prima dei De Silva e poi dei Fadriguez Fernandez, cui rimase fino all'abolizione dei feudi (1839) per divenire un comune autonomo amministrato da un sindaco e da un consiglio comunale. Seguì poi le vicende sarde.
Il territorio comunale è stato ampliato nel 1874 quando gli è stato accorpato il vicino comune di Gorofai. Situata su un colle a nord-est del paese, la frazione è ormai unita al tessuto urbano di Bitti.

### Simboli
(D.P.R. del 27 aprile 1994)
Il gonfalone è un drappo di giallo.

## Monumenti e luoghi d'interesse

### Architetture religiose
- Santu Jorgi - San Giorgio Martire (chiesa parrocchiale)
- Sa Pietate - Madonna della Pietà
- Sas Grassas - Madonna delle Grazie
- Santu Michelli - San Michele Arcangelo
- Cumbentu (Santa Ruche) - Chiesa di Santa Croce
- Sant'Elia (profeta)
- Bonaera (e Santa Tzigliana) - Chiesa della Madonna di Bonaria e Santa Giuliana (vergine e martire)
- Bonu Caminu - Madonna del Buon Cammino
- Santu Juanne 'e S'Ena - San Giovanni Battista
- Santu Matzeu - San Matteo (apostolo)
- S'Annossata - Santuario della SS. Madonna dell'Annunziata
- Santa Maria 'e Dure - Santa Maria
- Babbu Mannu - SS. Trinità
- Sant'Istevene 'e Dure - Santo Stefano (martire)
- Santa Luchia 'e Dure - Santa Lucia (vergine e martire)
- Santu Jorgeddu 'e Dure - San Giorgio di Suelli (vescovo)
- Sant'Antoni - Sant'Antonio da Padova
- Sa Defessa - Madonna della Difesa
- Su Meraculu - Santuario di Nostra Signora del Miracolo
- Su Sarvatore - SS.mo Salvatore (Chiesa parrocchiale Gorofai)
- Sa 'e Velitza - SS.mo Salvatore (Chiesa del cimitero)

### Siti archeologici

#### Complesso nuragico di Romanzesu

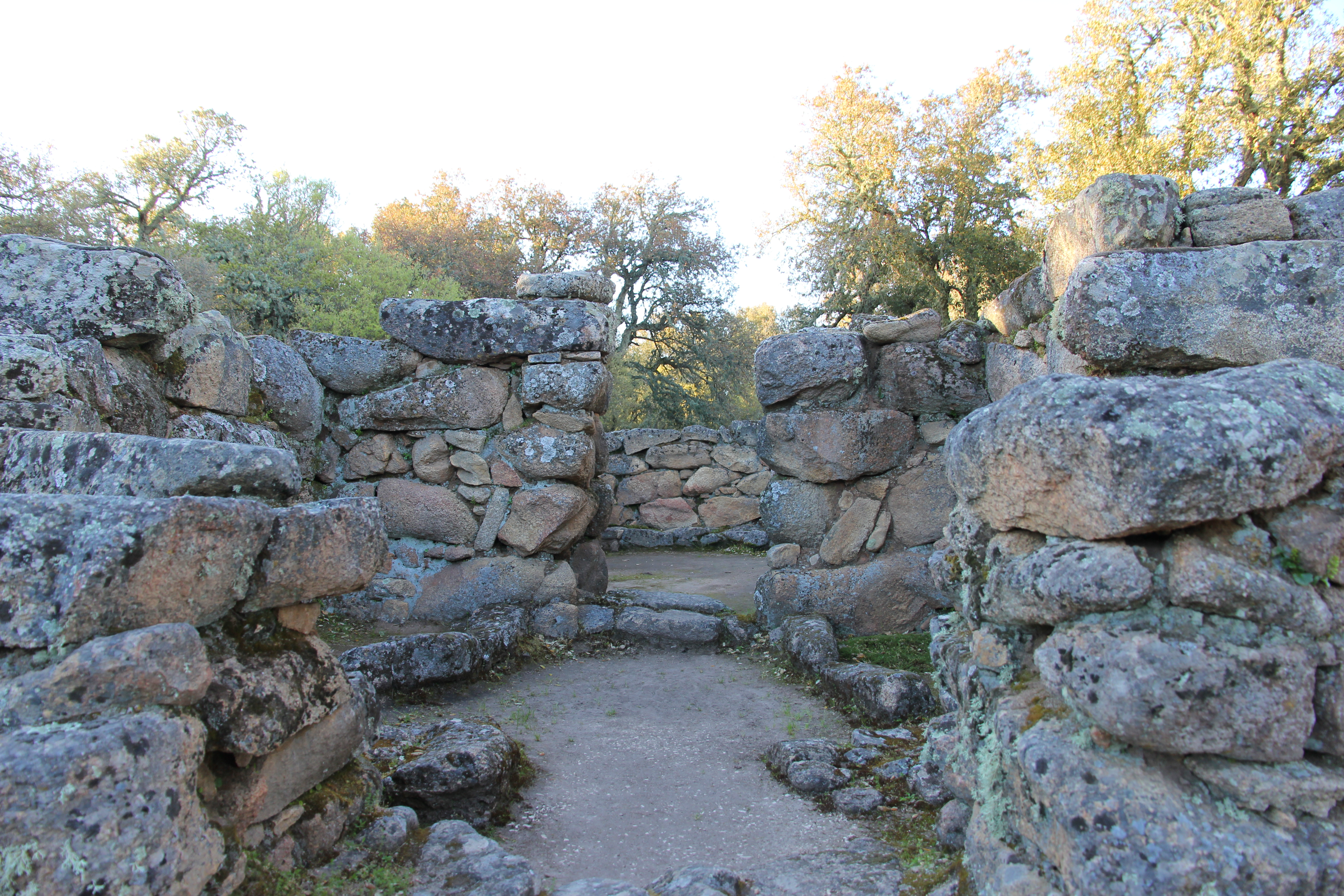
Area archeologica di Romanzesu

Il complesso di Romanzesu si trova in località "Poddi Arvu" immerso in una foresta di sughere a 13 chilometri da Bitti.
Le prime notizie risalgono al 1919, quando l'archeologo Antonio Taramelli, durante dei lavori di ricerca dell'acqua, scoprì il pozzo sacro.
Si tratta di un villaggio nuragico esteso per oltre sette ettari risalente all'età del bronzo, vicino alla sorgente del fiume Tirso, e che comprende il pozzo sacro, un centinaio di capanne, due templi a mégaron, un tempio rettangolare o Heroon, un anfiteatro ellittico a gradoni, e una grande struttura labirintica.
Il toponimo Romanzesu deriva dalla presenza di testimonianze di epoca romana risalenti al II - III secolo d.C.

### Luoghi di interesse naturalistico
Nel comune di Bitti ricade una gran parte del territorio del Parco naturale regionale di Tepilora, Sant'Anna e Rio Posada che ospita il colle di Tepilora, la foresta demaniale di Crastazza, parte della foresta demaniale di Sos Littos-Sas Tumbas e le cascate di S'Illiorai e di Sas Lapias.

## Società

### Evoluzione demografica
Abitanti censiti

### Lingue e dialetti
La variante del sardo parlata a Bitti è quella baroniese, con qualche inflessione nuorese.

## Cultura

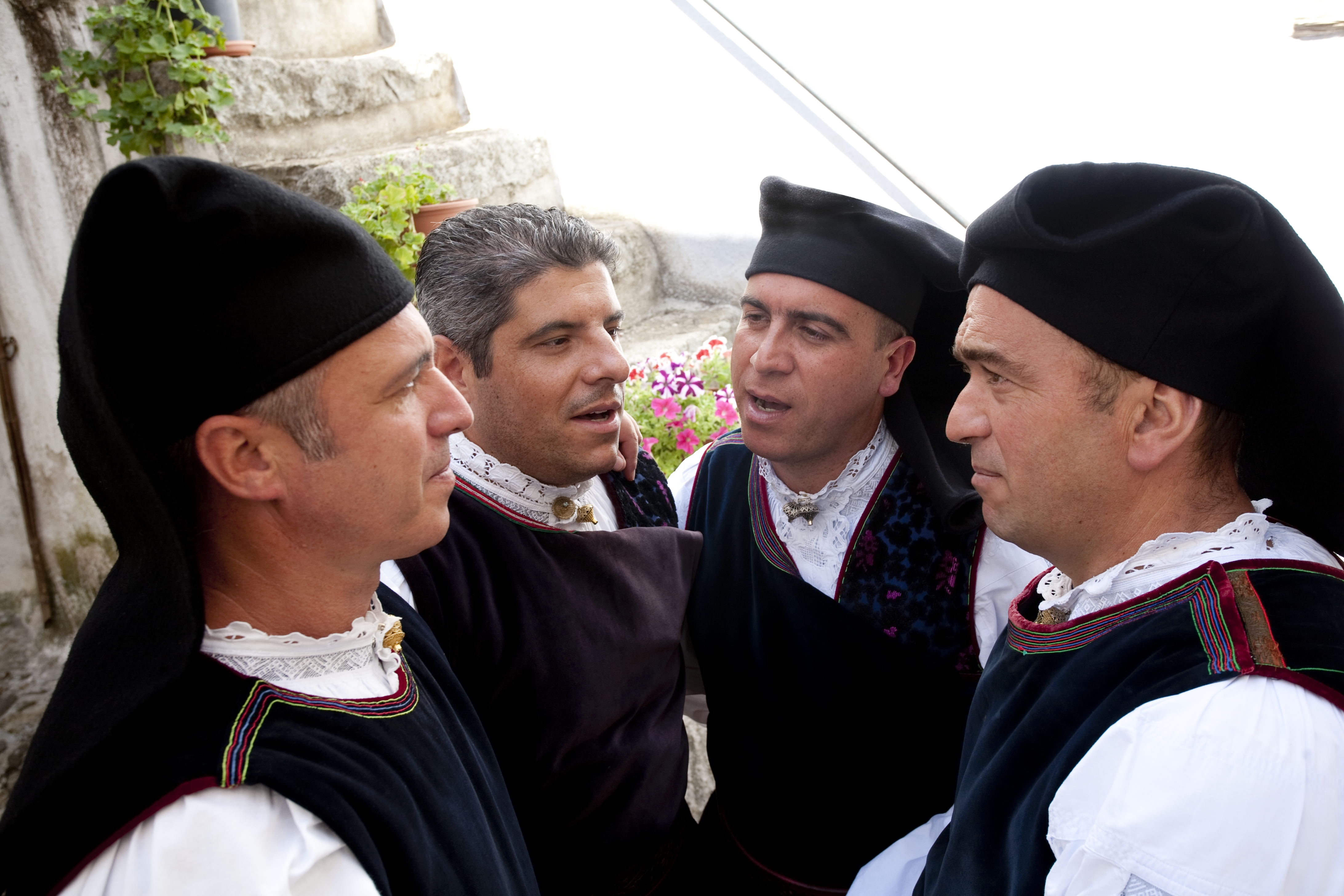
I Tenores Mialinu Pira

### Istruzione

#### Musei
- Museo della civiltà pastorale e contadina.
- Museo multimediale del canto a tenore.

### Musica
In campo musicale, Bitti è celebre per i suoi gruppi a tenore: "Tenores di Bitti Remunnu 'e Locu" e "Tenore di Bitti Mialinu Pira", e il celebre gruppo dei Nottambuli.

### Cucina
Oltre al formaggio pecorino, a Bitti si produce la salsiccia, il pane carasatu e alcuni dolci tipici.

### Eventi
- falò di sant'Antonio (16 gennaio)
- festa patronale di san Giorgio (23 aprile)
- "S'iscravamentu" (venerdì santo)
- "S'incontru" (Pasqua)
- festa della Madonna dell'Annunziata (terza domenica di maggio)
- festa santissimo Salvatore - (parrocchia Gorofai)- 6 agosto
- Su Nenneddu (giornalmente tra Natale e l'epifania)
- Autunno in Barbagia (Cortes apertas), primo fine settimana di settembre
- Festa della Madonna del Miracolo (30 settembre)
- Cortes de Natale
- "Arina Capute" e "Sas bullustrinas" (31 dicembre)

## Geografia antropica

### Rioni bittesi -Sos ichinatos
- Gurumuru
- Monte Mannu
- Putajola
- S'anzelu
- Zorra
- Cadone
- Garga Umosa
- Ispagnoria
- Pinna 'e Todde
- Lampione
- Mulinu
- Sas Grassas
- Goreai
- Via 'e josso
- Cumbentu
- Maccarronare
- Buntanedda
- Su Cantaru
- Sa Matta
- Untana 'e josso
- Sa pira lata
- Sa matta de josso
- Carrera longa
- Sa centrale
- Jumpatu
- Lopiu
- Pista ghiaia
- Sa Pietate
- Santu Michelli
- Piliesse
- Sa pinnedda
- Buseli
- Pretas Arvas
- Ispruile
- Sa Cutina
- Sa Unnanna
- Bughinai
- Punteddone
- Roseddu
- Untana e Chiseddu
- Muru e Cumbentu
- Porchiles
- Su Muscreddu
- Sa costa
- Conca 'erru

## Economia
L'attività prevalente è l'allevamento ovino: nel paese operano infatti circa 150 aziende zootecniche.
Abbondante è anche la produzione lattiero-casearia, in particolare del formaggio pecorino, e del pane carasatu, che viene venduto non solo in Sardegna, ma anche nella Penisola e all'estero.
Importante è anche la produzione artigianale di tappeti tessuti con il caratteristico telaio verticale, di ceramiche artistiche e la lavorazione del ferro e del legno.

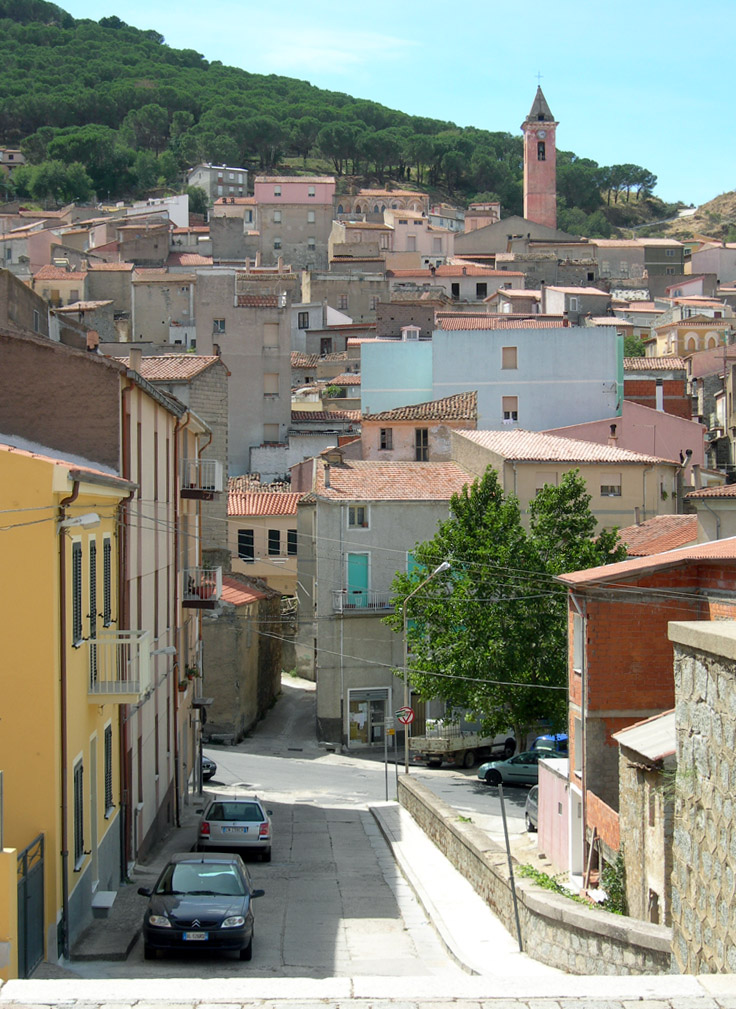
Vista del paese

## Amministrazione
| Periodo        | Periodo        | Primo cittadino          | Partito                          | Carica  | Note   |
| -------------- | -------------- | ------------------------ | -------------------------------- | ------- | ------ |
| 12 giugno 1994 | 24 maggio 1998 | Antonio Saverio Carzedda | PDS                              | Sindaco | [ 7 ]  |
| 24 maggio 1998 | 26 maggio 2002 | Giorgio Burrai           | liste civiche di centro-sinistra | Sindaco | [ 8 ]  |
| 26 maggio 2002 | 27 maggio 2007 | Marino Satta             | centro                           | Sindaco | [ 9 ]  |
| 27 maggio 2007 | 10 giugno 2012 | Giuseppe Ciccolini       | lista civica                     | Sindaco | [ 10 ] |
| 10 giugno 2012 | 11 giugno 2017 | Giuseppe Ciccolini       | lista civica "Ajò Bitzi"         | Sindaco | [ 11 ] |
| 11 giugno 2017 | 13 giugno 2022 | Giuseppe Ciccolini       | lista civica "Bitzi in Caminu"   | Sindaco | [ 12 ] |
| 13 giugno 2022 | in carica      | Giuseppe Ciccolini       | lista civica "Bitzi in Caminu"   | Sindaco | [ 13 ] |

## Sport

### Calcio
La squadra di calcio della città è la Polisportiva Bittese 1949 che gioca nel girone B sardo di Promozione.
Nella sua storia ha vinto anche una Coppa Italia di Eccellenza. È nata nel 1949. I colori sociali sono il granata ed il bianco.